# Котроманичі
Котрома́ничі (Kotromanić) — династія, що правила в Боснії в період з XIII ст. аж до оттоманського завоювання країни в 1463.
З 1250 по 1377 носили титул банів Боснії, як васали угорських королів. Після коронації в 1377 році Твртко I Котроманичі носили королівський титул. Останній король Боснії з династії Котроманичів Стефан Томашевич був страчений турками в Яйці в 1463 році. Походження та етнічна приналежність роду є дискусійні, за віросповіданням були католиками.

## Бани Боснії
- Приєзда I (1250—1287)
- Приєзда II (1287—1290)
- Стефан I Котроман (1287—1299)
- Стефан II Котроманич (1322—1353)
- Твртко I (1353—1377)

## Королі Боснії
- Твртко I (1377—1391)
- Стефан Дабіша (1391—1395)
- Олена Груба (1395—1398)
- Стефан Остоя (1398—1404)
- Твртко II (1404—1409)
- Стефан Остоя (відновлений на троні) (1409—1418)
- Стефан Остоїч (1418—1421)
- Твртко II (відновлений на троні) (1421—1443)
- Стефан Томаш (1443—1461)
- Стефан Томашевич (1461—1463)

## Інші відомі представники
- Єлизавета Боснійська